# Black Lightning (Fernsehserie)
Black Lightning ist eine US-amerikanische Science-Fiction-Action-Fernsehserie, die auf der Comicfigur Black Lightning von DC-Comics basiert. Sie umfasst 4 Staffeln und wurde von 2018 bis 2021 ausgestrahlt.

## Handlung
Der Schulleiter Jefferson Pierce, der sich vor neun Jahren von seiner Superhelden-Persönlichkeit Black Lightning zurückzog, nachdem er die Auswirkungen auf seine Familie gesehen hatte, ist gezwungen, wieder aus seinem Ruhestand zurückzukehren, als der Aufstieg der örtlichen Bande namens The 100 unter der Führung von Tobias Whale dazu führte, dass die Kriminalität und Korruption in seiner Gemeinde Freeland sprunghaft anstieg.

## Hintergrund
Black Lightning basiert auf der im Jahr 1977 durch Tony Isabella und Trevor Von Eeden erschaffenen afroamerikanischen Comicfigur Black Lightning alias Jefferson Pierce.
Im September 2016 wurde bekannt gegeben, dass der Sender FOX eine Zusage für eine Pilotfolge für eine Comicserie über den Charakter Black Lightning gegeben hat. Neben den Serien Gotham und Lucifer wäre es die dritte Serie auf dem Sender gewesen, die auf Comicfiguren aus den DC Comics basiert. Greg Berlanti und Sarah Schechter wurden als Executive Producer vorgesehen, während die Serie von Warner Bros. Television produziert wird. Berlanti ist bereits Executive Producer für die auf dem Sender The CW laufenden Serien Arrow, The Flash, Supergirl und DC’s Legends of Tomorrow, die in einem gemeinsamen Multiversum und nach dem Crossover Crises on Infinite Earths auf Earth Prime angesiedelt sind, auf der auch Black Lightning spielt, womit alle genannten Serien auf derselben Erde spielen.
Im Februar 2017 wurde bekannt gegeben, dass Salim Akil die Regie der Pilotfolge übernimmt. Im selben Monat wurde die Titelrolle durch Cress Williams besetzt. Im März 2017 wurde jedoch bekannt gegeben, dass der Sender CW die Serie von Fox übernimmt. Neben den Serien von Berlanti läuft auf dem Sender darüber hinaus die Serie iZombie, womit Black Lightning ab dem Serienstart die sechste Serie ist, die auf DC Comics basiert. Ende März wurde ein erstes Bild Williams’ als Black Lightning veröffentlicht. Das Kostüm von Black Lightning wurde durch Laura Jean Shannon designt.
Mitte Mai 2017 veröffentlichte CW den ersten Trailer zur Serie über Jefferson Pierce. Obwohl die Serie von denselben Produzenten wie die Serien aus dem Arrowverse stammen und auf demselben Sender erstausgestrahlt wird, soll die Serie vorerst von diesen getrennt sein. Die Serie soll als Midseason-Serie ausgestrahlt werden, da CW-Präsident Mark Pedowitz meinte, dass man nie mehr als vier Superheldenserien gleichzeitig auf dem Sender laufen lassen will. Obwohl also zunächst angegeben wurde, dass Black Lightning nicht Teil dieses Multiversums sein wird, und es dementsprechend wohl auch keine gegenseitige Crossover geben wird, gab später Produzentin Mara Brock Akil bekannt, dass ein solches Crossover nicht generell ausgeschlossen wird und Pedowiz ergänzte, dass es im Ermessen der Showrunner steht, ein solches Crossover zu ermöglichen.
Die Dreharbeiten zur ersten Staffel fanden in Atlanta statt. Mitte November 2017 wurde bekannt gegeben, dass Black Lightning am 16. Januar 2018 seine Premiere haben wird.

## Besetzung und Synchronisation
Die deutsche Fassung entsteht bei der Splendid Synchron GmbH nach Dialogbüchern von Markus Jütte unter der Dialogregie von Stefan Fredrich und Boris Tessmann.

### Hauptfiguren
| Rollenname                          | Schauspieler/in            | Hauptrolle      | Nebenrolle                                                        | Synchronsprecher/in                                                 |
| ----------------------------------- | -------------------------- | --------------- | ----------------------------------------------------------------- | ------------------------------------------------------------------- |
| Jefferson Pierce / Black Lightning  | Cress Williams             | 1.01–4.13       |                                                                   | Tilo Schmitz                                                        |
| Lynn Pierce                         | Christine Adams            | 1.01–4.13       |                                                                   | Traudel Sperber                                                     |
| Anissa Pierce / Thunder / Blackbird | Nafessa Williams           | 1.01–4.13       |                                                                   | Jessica Walther-Gabory (Staffel 1) Marieke Oeffinger (ab Staffel 2) |
| Tobias Whale                        | Marvin „Krondon“ Jones III | 1.01–4.13       |                                                                   | Dirc Simpson                                                        |
| Peter Gambi                         | James Remar                | 1.01–4.13       |                                                                   | Joachim Tennstedt                                                   |
| William Henderson                   | Damon Gupton               | 1.01–3.16       |                                                                   | Wolfgang Wagner                                                     |
| Jennifer Pierce / Lightning         | China Anne McClain         | 1.01–4.04, 4.13 |                                                                   | Samira Jakobs (Staffel 1–3) Magdalena Höfner (Staffel 4)            |
| Jennifer Pierce / Lightning         | Laura Kariuki              |                 | 4.05–4.06, 4.08–4.13                                              |                                                                     |
| Khalil Payne / Painkiller           | Jordan Calloway            | 2.02–4.13       | 1.02–1.04, 1.06, 1.12–1.13                                        | Amadeus Strobl                                                      |
| Grace Choi                          | Chantal Thuy               | 4.01–4.13       | 1.03–1.04, 2.02–2.03, 2.05, 2.07, 2.11–2.14, 3.03–3.07, 3.11–3.16 | Wicki Kalaitzi                                                      |

### Nebenfiguren
| Rollenname                | Schauspieler/in       | Nebenrolle                                                              | Synchronsprecher/in |
| ------------------------- | --------------------- | ----------------------------------------------------------------------- | ------------------- |
| Ms. Kara Fowdy            | Skye P. Marshall      | 1.01–1.02, 1.04, 1.06, 1.10–1.12, 2.01, 2.03–2.04                       | Tanja Fornaro       |
| Syonide                   | Charlbi Dean          | 1.01–1.03, 1.05–1.07, 1.12–2.01                                         | Ilona Brokowski     |
| Kiesha                    | Kyanna Simone Simpson | 1.01–1.02, 1.05–1.06, 1.08, 1.11, 2.01                                  | Shirin Westenfelder |
| Will                      | Dabier Snell          | 1.01–1.02, 1.10, 2.14                                                   |                     |
| Lala                      | William Catlett       | 1.01–1.02, 1.07–1.08, 1.10, 1.12–1.13, 2.14–3.02, 3.11, 3.14–4.06, 4.13 | Felix Spieß         |
| Pfarrer Jeremiah Holt     | Clifton Powell        | 1.02–1.03, 2.01, 2.03, 2.05–2.07, 2.10–2.11, 2.16–3.01, 3.05–3.07, 3.09 | Sascha Gluth        |
| LaWanda White             | Tracey Bonner         | 1.02, 1.07–1.08                                                         | Silke Matthias      |
| Lady Eve                  | Jill Scott            | 1.03–1.04, 1.06–1.07, 3.11, 3.14–3.16                                   | Arianne Borbach     |
| Tori Whale                | Edwina Findley        | 1.04–1.05, 1.07                                                         | Maria Sumner        |
| Nichelle Payne            | Yolanda T. Ross       | 1.04, 1.12, 2.03, 2.08–2.09                                             |                     |
| Frank '2-Bits' Tanner     | Jason Louder          | 1.04, 1.10, 2.05, 3.05, 3.07                                            | Paul Matzke         |
| Martin Proctor            | Gregg Henry           | 1.08–1.10, 1.12–1.13                                                    | Matthias Klages     |
| Dr. Napier Frank          | Robert Townsend       | 2.01–2.02, 2.13                                                         |                     |
| Percy Odell               | Bill Duke             | 2.01–2.03, 2.12–3.06, 3.09–3.11, 3.14–3.16, 4.07                        |                     |
| Perenna                   | Erika Alexander       | 2.03–2.04, 2.07, 2.09, 2.11–2.13, 2.16                                  |                     |
| Direktor Mike Lowry       | P. J. Byrne           | 2.03–2.04, 2.12–2.13, 3.04                                              |                     |
| Dr. Helga Jace            | Jennifer Riker        | 2.03–2.05, 2.11–2.16, 3.06, 3.12–3.16                                   |                     |
| Anaya                     | Birgundi Baker        | 2.05–2.08, 3.02, 3.05                                                   |                     |
| Giselle Cutter            | Kearran Giovanni      | 2.08–2.11, 2.13, 2.15–2.16                                              | Franziska Endres    |
| Todd Green                | RJ Cyler              | 2.09–2.12, 2.14                                                         |                     |
| Marcus Bishop             | Hosea Chanchez        | 2.13, 2.15–2.16                                                         |                     |
| Devonte Jones             | Rafael Castillo       | 3.01, 3.11, 3.14–4.05                                                   |                     |
| Brandon Marshall          | Jahking Guillory      | 3.03–3.08, 3.10–3.16                                                    |                     |
| Baron / T.C.              | Christopher A'mmanuel | 3.08, 3.10–3.16, 4.03–4.06, 4.08–4.13                                   |                     |
| Tyson Skyes / Gravedigger | Wayne Brady           | 3.13–3.16                                                               |                     |
| Ana Lopez                 | Melissa De Sousa      | 4.01–4.02, 4.04–4.05, 4.09, 4.11–4.13                                   |                     |
| Hassan Shakur             | Wallace Smith         | 4.01–4.02, 4.04–4.06, 4.09–4.13                                         |                     |